# Solongo (peuple)
Pour les articles homonymes, voir Solongo.
Les Solongo est un peuple d'Afrique centrale établi à l'ouest de la république démocratique du Congo et au nord-ouest de l'Angola. Ils forment l'un des principaux sous-groupes des Kongos.

## Ethnonymie
Selon les sources, on observe plusieurs variantes : Asolongo, Bashilongo, Basolongo, Misorongo, Mosulongi, Musurongo ou Sorongo.

## Langue
Leur langue est le solongo, un dialecte du kikongo.
Les pronoms personnels sujets en solongo,  :
| Pronoms personnels sujets en kisolongo | Traduction en français |
| -------------------------------------- | ---------------------- |
| Mono                                   | Je                     |
| Nge / Ngei / Ngeye                     | Tu                     |
| Iandi / Yandi                          | Il ou elle             |
| Ietu / Yetu                            | Nous                   |
| Ienu / Yenu                            | Vous                   |
| Iau / Yawu                             | Ils ou elles           |

## Culture

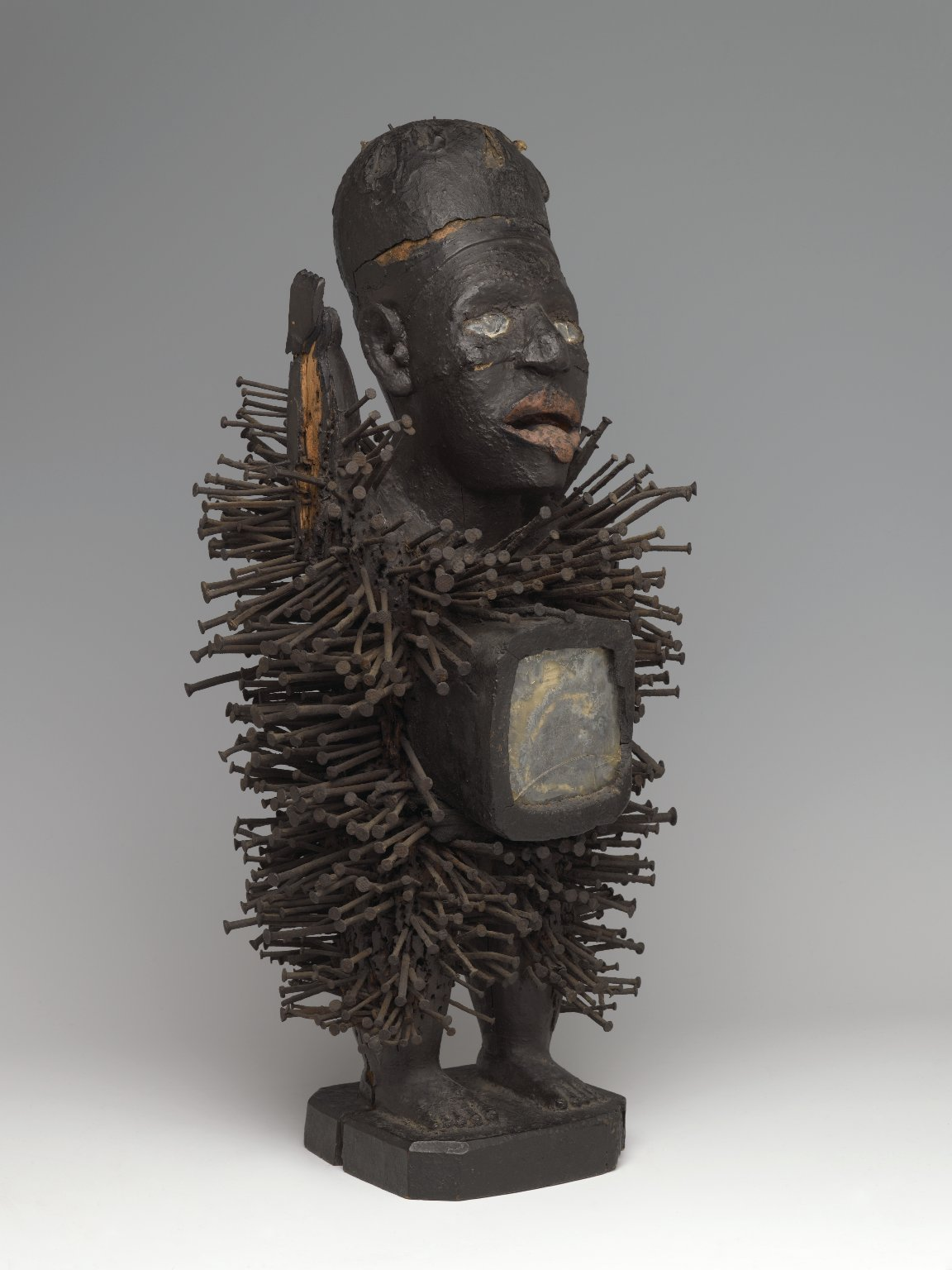
Figure de pouvoir nkisi kondi (solongo ou woyo)